# Камінь-Мугдикин
Камінь-Мукдикин — невеликий безлюдний острів в Охотському морі на Далекому Сході Росії.

## Географія
Камінь-Мукдикин лежить в Одянській затоці. Це 280 м на південь від материка. Адміністративно Камінь-Мукдикин входить до складу Магаданської області Російської Федерації.